# داني روبرتس (مقاتل)
داني روبرتس (بالإنجليزية: Danny Roberts) هو فنان قتال مختلط بريطاني، ولد في 14 يوليو 1987 في لندن في المملكة المتحدة.

## وصلات خارجية
- داني روبرتس على موقع بوكس ريك (الإنجليزية) (registration required)
- داني روبرتس على موقع يو إف سي (الإنجليزية)
- داني روبرتس على موقع شيردوغ (الإنجليزية)
- داني روبرتس على موقع IMDb (الإنجليزية)
- داني روبرتس على موقع قاعدة بيانات الفيلم (الإنجليزية)